# Philippe-Armand Martin
Philippe-Armand Martin (n. 28 aprilie 1949, Cumières, Champagne-Ardenne, Franța – d. 5 noiembrie 2023, Damery, Grand Est, Franța) a fost un politician francez care a fost membru al Adunării Naționale. A reprezentat departamentul Marne  și a fost membru al Uniunii pentru o Mișcare Populară. Martin a murit pe 5 noiembrie 2023, la vârsta de 74 de ani. A fost membru al Parlamentului European.